# جود بويز (فلم)
جود بويز (بالإنجليزية: Good Boys) هو فيلم كوميديا ومغامرة أمريكي من إنتاج عام 2019 للمخرج جين ستوبنيتسكي، وكتابة جين ستوبنيتسكي ولي آيسينبرج . مثل الفيلم جيكوب تريمبلاي ، كيث ويليامز، وبرادي نون كثلاث طلاب في الصف السادس يجدون أنفسهم متورطين في سلسلة من المغامرات أثناء محاولتهم حضور حفلة يستضيفها زملائهم في الفصل. أنتج الفيلم كل Seth Rogen وEvan Goldberg عبر Point Gray Pictures .
عرض الفيلم لأول مرة في جنوب غرب ساوث ويست في 11 مارس 2019 ، وتم عرضه في الولايات المتحدة في 16 أغسطس 2019 بواسطة يونيفرسال بيكتشرز. حقق 82 مليون دولار في جميع أنحاء العالم بميزانية 20 مليون دولار، كما تلقى مراجعات إيجابية بشكل عام من النقاد.

## القصة
يتنقل الأصدقاء الثلاثة ماكس ولوكاس وثور إلى الصف السادس، ويواجهون خلال ذلك مشاكلهم الشخصية. يعجب ماكس بزميلته في الدراسة بريكسلي، ويمر لوكاس بانفصال والديه، ويتعرض ثور للمضايقة من أقرانه لحبه للغناء. تتاح الفرصة لماكس كي يقبل بريكسلي في حفلة استضافتها الطالب الشهير سورين، ولكنه يجهل كيفية ذلك فيستخدم هو وأصدقاؤه طائرة والده ذات القيمة العالية للتجسس على جارته المراهقة هانا في محاولة لتعلم التقبيل الصحيح. تنتهي الخطة الخطة بتدمير الطائرة بدون طيار ويتخطى الأولاد الثلاثة المدرسة لشراء طائرة بدون طيار جديدة في المركز التجاري ل جاور، ممع مطاردة هانا وصديقتها ليلى.
وسط سلسلة من المواجهات، يصل ماكس وولوكاس و ثور إلى المركز التجاري، لكن تعلموا أن هانا وصديقتها ليلي ابتاعتا الطائرة بدون طيار وسوف يعطينها للأولاد فقط مقابل المخدرات. بعد أن سلموا المخدرات إلى ضابط شرطة، تمكن الأولاد من الحصول على عقار جديد من صديق هانا السابق، بينجي، واستبدلوه بالطائرة بدون طيار. لم يستطع ماكس منع اكتشاف والده لاستخدامه الطائرة. خاض الأصدقاء جدالا بينهم أثناء مضي كل منهم في طريقه. ويتحمل ماكس يتحمل المسؤولية تجاه ما حدث لإبعاد صديقيه عن المشاكل. ويجري لوكاس حديث مع والديه عن النهاية المحتملة لصداقاته، وينصحانه بدورهما بأن ينفصل هو وماكس وثور.
في تلك الليلة، أقنع لوكاس ماكس بالتسلل لحضور الحفلة، وخداع ماكس وثور في الاجتماع مرة أخرى في هذه العملية. واستطاع ماكس تقبيل قبل ماكس بنجاح بريسكلي وعاد لوكاس وثور لمقابلة هانا وليلي، ليكتشفوا أنها شقيقة سورين، التي تشجع ثور على مواصلة شغفه بالغناء. في الأسابيع التالية، يحصل ثور على دور ستايس جاكس في إنتاج المدرسة لعرض روك أوف إيجيس، كما ينخرط لوكاس في مجموعة مكافحة التنمر بالمدرسة، وبعد علاقته مع بريكسلي ثم تنتهي صديقتها تايلور في حسرة، ويواعد ماكس زميله في الفصل سكوت. بعد أداء العرض موسيقي في المدرسة، تصالح ماكس ولوكاس وتور وتعاهدوا على المحافظة على صداقتهم.

## طاقم العمل
- جيكوب تريمبلاي.
- كيث وليامز.
- مولي غوردون.
- ميللي ديفيس.
- ويل فورتيه.
- جوش كاراس.
- سام ريتشاردسون.
- الكسندر كارفوت.
- ميكايلا واتكينز.
- ستيفن ميرشانت.

## الإنتاج
في 16 أغسطس 2017 ، تم الإعلان عن إنتاج سيث روجن لبوينت غراي بيكتشرز وجود يونيفرس لإنتاج فيلم كوميدي من تأليف الكتّابين لي أيزنبرغ وجين ستوبنيتسكي، والذي سيكون تجربتهما الأولى في الإخراج أيضًا. أنتج الفيلم روجن وإيفان جولدبرج وجيمس ويفر وناثان كاهان وجو دريك . وألف الموسيقى التصويرية للفيلم لايل وركمان. في مارس 2018 انضم جاكوب تريمبلاي للفيلم، واشترت Universal Pictures حقوق التوزيع له., وتمت مجريات تصوير الفيلم في فانكوفر.

## أول ظهور
ظهر الفيلم في العالم لأول مرة في حدث (SXSW) في 11 مارس 2019. وأطلق الفيلم بشكل رسمي في 16 أغسطس 2019 بواسطة Universal Pictures .

## ردود الفعل

### شباك التذاكر
اعتبارًا من 8 سبتمبر 2019 حقق جود بويز 66.8 مليون دولار في الولايات المتحدة وكندا، و 15.6 مليون دولار في أقاليم أخرى، ليصبح المجموع العالمي 82.4 مليون دولار.
في الولايات المتحدة وكندا، كان من المتوقع أن يصل إجمالى Good Boys إلى 12-15 مليون دولار من 3,204 مسارح في مطلع الأسبوع. لقد حققت 8.3 مليون دولار في اليوم الأول، بما في ذلك 2.1 مليون دولار من معاينات ليلة الخميس. لقد كان أداءه مبالغًا فيه واستمر في الظهور لأول مرة إلى 21 مليون دولار، ليصبح أول فيلم كوميدي حصل على تصنيف R منذ The Boss (أبريل 2016) ليحتل المركز الأول في شباك التذاكر. حقق الفيلم 11.6 مليون دولار في عطلة نهاية الأسبوع الثانية و 9.5 مليون دولار في دورته الثالثة، وجاء في المركز الثاني خلف Angel Has Fallen في المرتين.

### استجابات النقاد
على موقع الطماطم الفاسده حصل الفيلم على موافقة تصنيف 79% على أساس 200 من التقييمات، مع تصنيف متوسط من 6.48/10.